# 子路

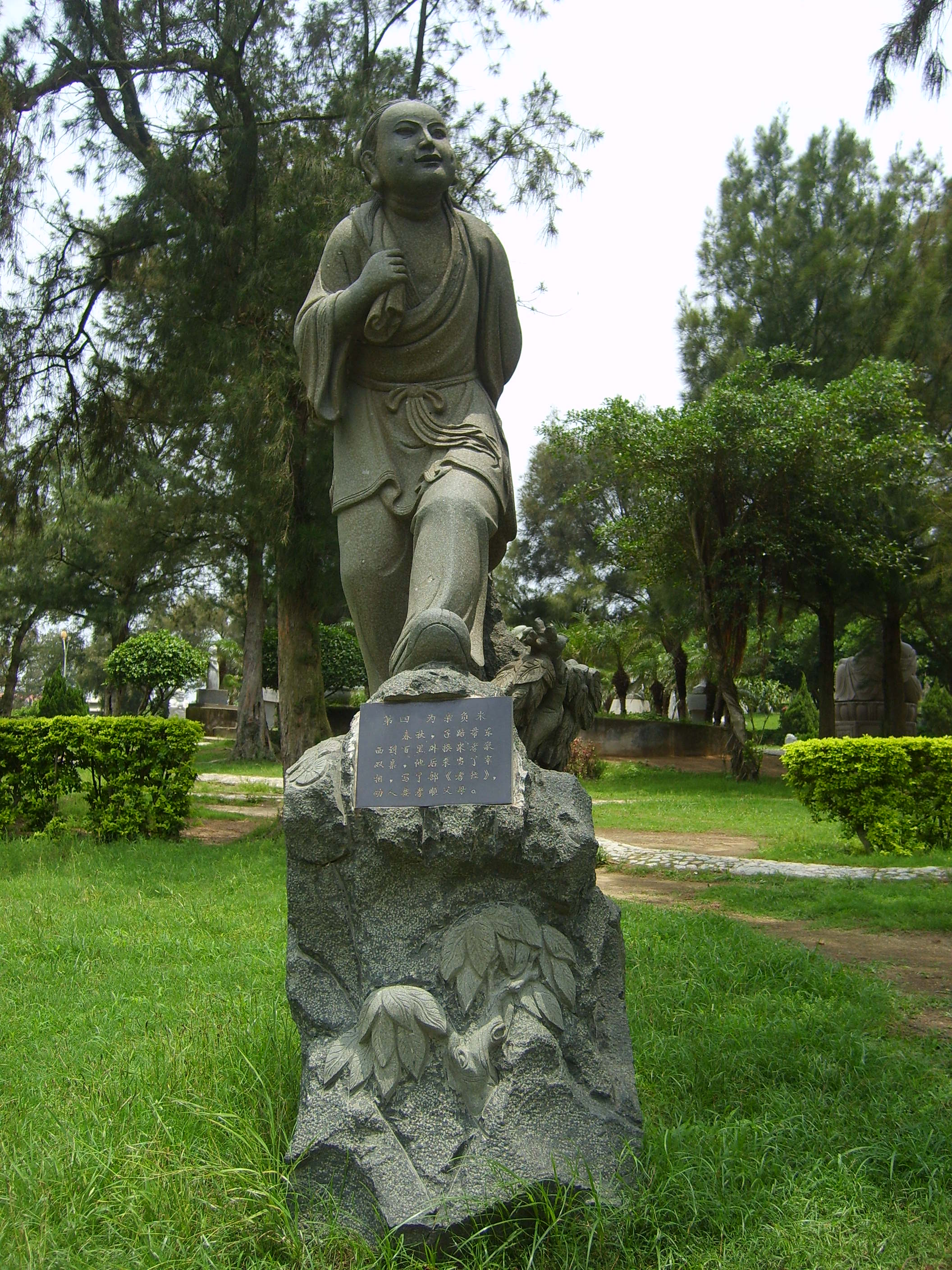
母のために米を背負って百里歩いた二十四孝の話にちなんだ像

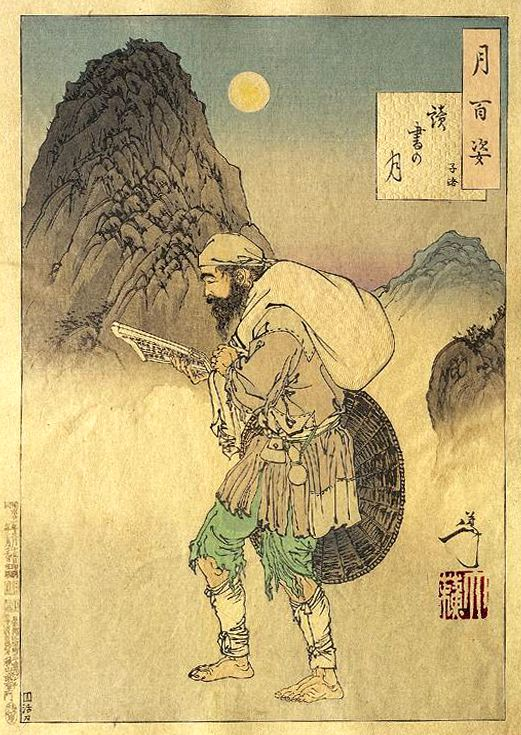
『読書の月』（月岡芳年『月百姿』）

子路（しろ、紀元前543年 - 紀元前481年）は、孔門十哲の一人である。姓は仲、名は由であるが、『論語』では字の子路をもってしばしば言及される。季路とも呼ばれる。また、二十四孝の一人に選ばれることもある。

## 生涯
魯国出身。孔子門下でも武勇を好み、そのためか性格はいささか軽率なところがある反面、質実剛健たる人物であった。『論語』には、性格の軽率さを孔子にとがめられるも、その人物の率直なるを持って愛された姿が記される（「我とともにするは、それ由なるか」）。弟子の中で『論語』に出てくる回数が最も多い。
『史記』「孔子世家」と「衛康叔世家」によれば、衛の高官にとりたてられ、衛の太子蒯聵の反乱を諫めたが、しまいには「太子には勇気がない。この高殿を放火すれば、太子はきっと孔悝を放逐されるだろう」と言い放ったために、激怒した蒯聵の家臣の石乞と于黶が投げた戈で落命した。死の直前、冠の紐を切られた彼は、「君子は冠を正しくして死ぬものだ」と言って結びなおしたという。子路の遺体は「醢（かい、ししびしお）」にされた（死体を塩漬けにして、長期間晒しものにする刑罰）。これを聞いた孔子は悲しみにより、家にあったすべての醢（食用の塩漬け肉）を捨てさせたと伝えられる。

子路與子羔仕於衞。衞有蒯聵之難。孔子在魯聞之、曰、柴也其來。由也死矣。既而衛使至。曰、子路死焉。夫子哭之於中庭。有人弔者、而夫子拜之。已哭。進使者而問故。使者曰、醢之矣。遂令左右皆覆醢。曰、吾何忍食此。
—孔子,『孔子家語』

明治書院版『孔子家語』の訳者である宇野精一は、「衛の人が子路の遺体を塩漬けにしたのは、単に刑罰として行ったのではなく、おそらくその肉を食ったのだろう。それは勇者の肉を食うことに意味があったのだと考えられる」としている。なお、勇者の肉を食らうことはよくみられる現象であり、トマス・アクィナスの遺体も弟子たちによって食されている。
子路が衛国の大夫である孔悝の荘園の行政官になっていたころ、衛国に父子の王位争いが起こり、子路は騒動にまきこまれて、殺された。子路の遺体は細かく切りきざまれ、「醢」（死体を塩漬けにする「刑罰」）にされたという記述は『礼記』『東周列国志』『荘子』などにも記されている。

## 論語中の子路
彼は最初、雄鶏を帽子につけ、豚の皮を腰の剣につけて孔子に無礼を働いた。孔子は彼を次第に導き、彼はその弟子となった。孔子は彼が勇敢であること、大胆であることを戒めることが多かった。例えば子路が「聞いたことはすぐに行いましょうか」と尋ねると慎重にするように言い、冉有が同じことを聞いたとき「すぐに行え」と言った。赤がこれについて尋ねると「由は人をしのぐからこれを押さえた」と述べた（先進編）。
また、ある時孔子は「道が行われないから、いっそ海に出ようか、ついてくるのは由だろう」とその勇敢さを取り上げて彼を喜ばせたが、それに続いて「しかし君には筏の材料がないね」と言った（公冶長編）。他方で、彼の琴の音を孔子が批判したために他の門人が彼を軽んじたときには、「由はすでに堂には上がっているのだ」と述べ、彼がすでに高い境地にいることを語っている（先進編）。
また、ある時には、「敝たる縕袍を衣、孤貉を衣たる者と立ちて恥じざる者は、其れ由なるか」と外見を取り繕うことのない姿勢を評した（子罕編）。

## 子路を扱った小説
- 中島敦の小説『弟子』
  - 孔子に弟子入りした子路がその直情径行な性格と儒学の大きな差の中で苦しみつつ学んでいく姿と、子路を叱りつつも彼を愛した孔子とを情感豊かに描いている。